# Dąbrówka (Wielowieś)
Dąbrówka (deutsch: Dombrowka, 1936–1945 Steineich) ist ein Ort in der Landgemeinde Wielowieś im Powiat Gliwicki der Woiwodschaft Schlesien in Polen. Zu Dąbrówka gehört der Weiler Ubowice.
Nachbarorte von Dąbrówka sind Świbie (Schwieben), Sarnów (Sarnau) und Centawa (Centawa).

## Geschichte
Dąbrówka wurde erstmals 1277 erwähnt. 1945 kam Dombrowka unter polnische Verwaltung.
Zwischen 1990 und 1992 wurde die neue Kirche erbaut. Von 1975 bis 1998 lag Dąbrówka in der neu gestalteten Woiwodschaft Katowice. 1999 kam Dąbrówka zur neuen Woiwodschaft Schlesien und in den wiederentstandenen Powiat Gliwicki.

## Sehenswürdigkeiten
- Das ehemalige Jagdschloss Hubert (Dawny dwór myśliwski) liegt fünf Kilometer nördlich von Dąbrówka. Es wurde 1895 für die Familie Guradze erbaut. Gegenwärtig (2005) befindet sich in dem Gebäude die psychiatrische Abteilung des Krankenhauses von Toszek (Tost).[1]
- Der Speicher wurde 1821 von Leopold Graf von Gaschin erbaut.[1]